# Dream
Dream (укр. Дрім; нар. 12 серпня 1999 року) — американський ютюбер та стример Twitch, відомий насамперед створенням Minecraft-контенту.
Dream завоював значну популярність у 2019 та 2020 роках, завантаживши відео на основі гри Minecraft. Він добре відомий своєю серією YouTube Minecraft Manhunt та його спідранингом у Minecraft. Контент, створений на сервері Dream SMP Minecraft, також привернув значну увагу. Станом на жовтень 2021 року, його сім каналів YouTube разом набрали понад 38 мільйонів підписників і майже 3 мільярда переглядів. YouTube вручив Dream премію Streamy Awards за ігри в 2020 році.
Наприкінці 2020 року Dream був звинувачений у шахрайстві під час спідранингу в Minecraft після розслідування модераторів з speedrun.com. У травні 2021 року Dream визнав, що його гра була модифікована під час відповідних швидкісних пробігів, але сказав, що не знав, що мод був встановлений, після чого шанс на отримання певних предметів збільшився.

## Кар'єра

### YouTube
Dream створив свій обліковий запис YouTube 8 лютого 2014 р. і почав регулярно завантажувати вміст у липні 2019 р. Перше відео на акаунті Dream, яке все ще доступне, свідчить про те, що він навмисно погано грав у гру Minecraft, щоб збільшити авдиторію. Станом на січень 2021 року відео зібрало 10 мільйонів переглядів.
У липні 2019 року Dream дізнався сід до світу, в якому грав PewDiePie. У листопаді 2019 року Dream завантажив вірусне відео під назвою "Minecraft, But Item Drops Are Random And Multiplied…", які зібрали 32 мільйони переглядів станом на січень 2021 року. У січні 2020 року Dream завантажив відео, у якому він та інший користувач YouTube, GeorgeNotFound, під’єднали плату Arduino до електричного нашийника для собак, що випромінювало струм, коли гравець втрачав здоров’я в Minecraft.
У грудні 2020 року замість щорічної серії YouTube Rewind YouTube опублікувала список їх найпопулярніших відео та авторів. У американському списку YouTube оцінила відеоролик Dream "Minecraft Speedrunner VS 3 Hunters GRAND FINALE" як номер сім "Найпопулярніше відео", а Dream — як друге місце "Найкращий творець" та номер один "Творець прориву". Пряма трансляція від Dream на YouTube у листопаді 2020 року з близько 700 000 пікових глядачів стала шостим за кількістю переглядів потоком ігор за весь час за станом на січень 2021 року. У статті про багатокутник у грудні 2020 року було зазначено, що "2020 рік був надзвичайним для Dream", описуючи його як "найбільший ігровий канал YouTube на даний момент".
У статті зі січня 2021 року Стівен Асарч з Business Insider пояснив зростання Dream протягом 2019 та 2020 років "своїм розумінням алгоритму YouTube", зазначивши, що "він розставляє свої ключові слова в правильних місцях, використовує тенденції та створює мініатюри, яких хочуть шанувальники".

#### Minecraft Manhunt
Найвідоміша і найпопулярніша серія відео Dream — "Minecraft Manhunt". У Minecraft Manhunt один гравець, як правило, Dream, намагається завершити гру якомога швидше, не вмираючи, тоді як інший гравець або команда гравців ("Мисливці") намагається зупинити цього гравця в битві, вбиваючи його. Кожен з мисливців має компас, спрямований у напрямку розташування гравця, і їм дозволяється відроджуватися щоразу, коли вони помирають. Мисливці виграють гру, якщо гравець помирає, перш ніж перемогти дракона Ендера. Після кожного "Minecraft Manhunt" Dream випускає відео з додатковими сценами на своєму другому каналі YouTube, "де він і мисливці обговорюють багато речей від цікавих моментів учасників гри з обох сторін до створення нових правил для наступної спроби".
26 грудня 2019 року Dream завантажив перше відео з цієї серії під назвою "Beating Minecraft But My Friend Tries to Stop Me". Згодом Dream багато разів повторювала цей стиль відео, збільшуючи з часом кількість Мисливців.

##### Сприйняття
Багато відеороликів про полювання на Minecraft набрали десятки мільйонів переглядів. Одне з його відеороликів "Полювання на людей" було шостим у "Найпопулярніших відео YouTube" 2020 року. У вересні 2021 року "Minecraft Speedrunner VS 3 Hunters GRAND FINALE" стало першим відео YouTube Dream, яке набрало 100 мільйонів переглядів. Також у вересні "Minecraft Speedrunner VS 5 Hunters FINALE" зібрав 5 мільйонів переглядів протягом перших десяти годин після завантаження та досяг першого місця в тренді YouTube.
Б. Уріан, писавши в Tech Times, сказав, що Minecraft Manhunt "вимагає не тільки оволодіння місцевістю, але й уміння швидко мислити на ходу, тоді як різні варіанти мають лише мілісекунди часу для прийняття рішень. Це те, у чому Dream добре вписує прийняття рішень за секунду". Ніколас Перес, пишучи в Paste, описав Minecraft Manhunt як "досвід, який щоразу залишає мене зацікавленим", і заявляє, що формат Minecraft Manhunt ", змушує глядача повірити, що мисливці переможуть, але найчастіше Dream витягує з рукава достатньо тузів, щоб обіграти мисливців, і врешті-решт перемогти. Ґонсало Кардона, пишучи на телеканалі Ginx, зазначив, що Minecraft Manhunt "надихнув фанатів на культові монтажі". Натан Ґрейсон, писавши в "Котаку", сказав, що "Minecraft Manhunt" перетворило "Dream" на відому назву серед шанувальників "Майнкрафт". Френкі Кларк, пишучи в DualShockers, описав "перші кілька хвилин кожного відеоролика про полювання" як "достатні, щоб утримати глядача на краю свого місця". Кларк також зазначив, що "кожен випуск Manhunt завжди викликає хвилювання для більшости шанувальників, які пишуть свої реакції в режимі реального часу з прем'єрою для деяких інших шанувальників, які створюють прекрасний фан-арт з найкумеднішими моментами епізодів".

### Dream SMP
Разом з ютюберами Sapnap та GeorgeNotFound, Dream є членом "Dream Team". Група часто співпрацює над створенням нового вмісту. У квітні або травні 2020 року "Dream Team" створив Dream SMP — приватний сервер Minecraft для виживання. Згодом на сервер були запрошені інші видатні творці вмісту Minecraft за межами "Dream Team", включаючи TommyInnit та Wilbur Soot.
Dream Team був відомий своєю рольовою грою: великі події були заздалегідь вільно написані, а більшість інших елементів — це імпровізація, яка виконувалася в прямому етері на YouTube та Twitch. Сесілія Д'Анастасіо з Wired описала Dream SMP як форму живого театру і як «політичну драму Макіавелі». Протягом січня 2021 року понад 1 мільйон людей відвідало прямі трансляції Dream SMP.

### Змагання змайнкрафт
Протягом 2020 року Dream був видатним учасником чемпіонату Minecraft, щомісячного конкурсу Minecraft, організованого Noxcrew. У 2020 році Dream посів перше місце на 8-ому та 11-му чемпіонатах Minecraft. У вересні 2020 року під час 10-го чемпіонату Minecraft він грав на благодійність, зібравши близько 3400 доларів.

### Dream Burger
26 квітня 2021 року, у співпраці з Dream, мережа ресторанів швидкого харчування та колега по YouTube — MrBeast, тимчасово додав Dream Burger до свого меню.

### Музика
4 лютого 2021 року Dream випустив свою першу пісню під назвою "Roadtrip", яка зібрала понад 20 мільйонів переглядів. 21 травня того ж року Dream випустив "Mask". Анімоване музичне відео для "Mask" вийшло в червні 2021 року. Влітку 2023 року він випустив кліп в пам'ять ютубера Technoblade, який помер 30 червня 2022 року від саркоми. 

## Публічний імідж та суперечки
Опитування громадської думки показали, що Dream — один із найулюбленіших та найнеприємніших ютюберів на платформі. Опитування SurveyMonkey 2021 року показало, що 59,7% респондентів ставляться до нього позитивно, порівняно з 22,1%, які мали негативне ставлення до нього.
1 січня 2021 року шанувальники розлютили Dream, розкривши місцезнаходження його будинку. 7 січня Dream звернувся до доксингу і заперечив звинувачення, висунуті на його адресу його колишньою дівчиною.
25 березня 2021 року в мережі з’явився кліп із тепер уже приватного відео, на якому показаний обліковий запис Minecraft з ім’ям користувача «Dream», у якому сказано слово «nigger». Кліп привернув увагу у Twitter та Reddit, і Dream написав у твіттері у відповідь, що особа на відео — це не він. 
30 червня 2021 року Dream оголосив, що він пожертвував 140 000 доларів (90 000 доларів від внесків шанувальників та 50 000 доларів від Dream Team) до проєкту «Тревор», молодіжної благодійної організації ЛГБТ.
Dream має дружнє суперництво з колегами по Minecraft YouTuber Technoblade. У відповідь на діагноз раку Technoblade, Dream пожертвував 21 409 доларів на дослідження раку в кінці серпня 2021 року.

### Скандал з читерством у спідрані
На початку жовтня 2020 року Dream здійснював пряму трансляцію швидкого проходження Minecraft, подавши один із своїх разів на сайт speedrun.com, який нагородив його 5-м місцем за запис у категорії "1.16+" "сіда". Звинувачення у шахрайстві Dream у цих швидкісних пробігах вперше виникли 16 жовтня, коли інший спінер-бігун Minecraft у видалених твітах повідомив, що бачив вищі показники випадання для ключових предметів в одній із спроб швидкого запуску, яку подав Dream. 29 жовтня Дрім відповів у видалених твітах, стверджуючи, що у нього немає причин обманювати, що він не володіє знаннями кодування, щоб підвищити коефіцієнт падіння, і що дані були вибрані.
На 11 грудня 2020 року, після двох місяців розслідування, speedrun.com «Minecraft група по перевірці зняла Dream з лідерів. Команда опублікувала звіт разом із 14-хвилинним відео на YouTube, де аналізували шість заархівованих прямих трансляцій сеансів швидкого запуску, здійснених Dream за весь час запису. Команда дійшла висновку, що гру було змінено, щоб збільшити шанс отримати певні предмети, необхідні для завершення гри, вище звичайного; вони стверджували, що ймовірність законного отримання предметів становила 1 на 7,5 трильйона.
У відео на YouTube Dream стверджував, що звинувачення не відповідають дійсності. У відповідь на звіт speedrun.com, Dream замовила звіт анонімного статистика, який стверджував, що реальні шанси Dream отримати законні предмети становлять 1 на 10 мільйонів. Dot Esports сказав, що звіт не виправдовує його, і "щонайбільше" припускає, що йому не пощастило. Команда модераторів підтримала своє рішення і спростувала звіт Dream. У своєму твіті Dream вказав, що погодиться на їхнє рішення, не визнаючи провини. 4 лютого 2021 року рекреаційний математик Метт Паркер опублікував відео про суперечку, що підтверджує висновки модераторів.
30 травня 2021 року Dream сказав, що у нього є модифікація, яка змінює ймовірність предметів, заявивши, що він випадково увімкнув модифікації. За його словами, ця розбіжність стала результатом невідомої зміни клієнтського моду, написаного для його каналу YouTube. У своїй заяві він сказав, що модифікації елементів були змінені розробником моду, і сказав, що він не знав про зміни в моді до лютого 2021 року. Дізнавшись про ці зміни, він видалив свою відео відповідь модераторам speedrun.com. Dream пояснив, що тоді він не згадував публічно про своє відкриття доповнення, тому що "відчував, що спільнота пережила достатньо драми і це безглуздо. Я не хотів бути в сотий раз центром суперечок", і він вважав, що "це буде історія, яку я розповім за кілька років, коли насправді це нікого не хвилюватиме".

## Особисте життя
В вересні 2022 року Dream випустив на YouTube відео, де він показує своє обличчя поза маскою, також в цьому відео він розповідав про свою особистість.  Також відомо, що його справжнє ім'я – Клей (англ. Clay), і станом на 2021 рік він проживає в Орландо, штат Флорида. Dream публічно говорив про свій діагноз СПАУ.

## Дискографія
| Заголовок                             | Рік      | Пікові позиції діаграми | Пікові позиції діаграми | Пікові позиції діаграми | Пікові позиції діаграми | Альбом |
| Заголовок                             | Рік      | CAN                     | IRE                     | SWE Sverigetopplistan.  | UK                      | Альбом |
| ------------------------------------- | -------- | ----------------------- | ----------------------- | ----------------------- | ----------------------- | ------ |
| "Roadtrip" (з PmBata)                 | 2021 рік | 87                      | 70                      | -                       | 75                      | TBA    |
| "Mask"                                | 2021 рік | 96                      | 43                      | -                       | 38                      | TBA    |
| "Change My Clothes" (з Alec Benjamin) | 2021 рік | -                       | 7                       | 13                      | 67                      | TBA    |

| Заголовок             | Рік                   | Директор (и)          | Ref.                  |
| Як провідний художник | Як провідний художник | Як провідний художник | Як провідний художник |
| --------------------- | --------------------- | --------------------- | --------------------- |
| "Mask"                | 2021 рік              | Xoriak                | [ 50 ]                |

## Нагороди та номінації
| Рік      | Нагорода       | Категорія        | Результат | Ref. |
| -------- | -------------- | ---------------- | --------- | ---- |
| 2020 рік | Streamy Awards | Геймерство       | [ 51 ]    |      |
| 2020 рік | Streamy Awards | Breakout Creator | [ 51 ]    |      |

## Подальше читання
- Dream Investigation Results (PDF). MCSpeedrun (Звіт)  (англ.). 11 грудня 2020. Архів (PDF) оригіналу за 4 червня 2021. Alt URL
- Critique of Dream Investigation Results. Photoexcitation (PDF)  (англ.). 21 грудня 2020. Архів оригіналу за 24 грудня 2020 — через Google Drive. Alt URL
- Response to Critique of Dream Investigation Results (PDF). MCSpeedrun (PDF)  (англ.). December 2020. Архів (PDF) оригіналу за 3 червня 2021. Alt URL
- Agreements with and Counterarguments to "Response of Critique of Dream Investigation Results". Photoexcitation (PDF)  (англ.). 8 січня 2021. Архів оригіналу за 3 червня 2021 — через Google Drive. Alt URL